# Baica
Baica – wieś w Rumunii, w okręgu Sălaj, w gminie Hida. W 2011 roku liczyła 126 mieszkańców.